# Porsi
Porsi (Samisch: Bårrse) is een gehucht binnen de Zweedse gemeente Jokkmokk. Het is gelegen op de oostelijke (linker) oever van de Grote Lule. Porsi is een Zweedse verbastering voor het Lulesamische woord voor stroomversnelling Bårsschi. De eerste bewoning kwam hier eind 17e eeuw. In het dorp was ooit een volkshogeschool voor timmerlui gevestigd.
Naar het dorp is een waterkrachtcentrale genoemd, deze ligt echter bij Vuollerim.